# Cámara del Rey (Alcázar de Madrid)

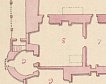
La Cámara del Rey (8) en una copia del Plano de Gómez de Mora. Al este, la Antecamarilla de Embajadores (7); al norte, la Antecámara del Rey (6).

La Cámara del Rey era la estancia principal de las que componían el Cuarto del Rey en el desaparecido Alcázar de Madrid.

## Historia
La estancia estaba formada al menos desde la década de 1530, según atestigua el conocido como Plano de Covarrubias. En 1686 en la sala estaba colgada La Sagrada Familia con ángeles del Parmigiano, hoy en el Museo del Prado.
Desapareció hacia finales de la década de 1700, cuando se unió con la antecamarilla de embajadores para formar la Pieza de Audiencias.

## Descripción
La estancia se situaba en la crujía más al poniente del edificio, al oeste del Patio del Rey. Era de forma cuadrilonga. En su muro norte contaba al oeste con una puerta a la antecámara y una chimenea; en su muro este, con una puerta a la antecamarilla de embajadores; y en el muro oeste con una ventana a una pequeña galería que comunicaba la Torre de Francia, más al norte en la fachada con un cubillo en la esquina sudoeste de la Cámara a la que esta tenía acceso por una puerta y que servía de paso hacía otro paso que llevaba a la pieza donde el monarca comía privadamente.
En la estancia se situaba un camón o cama de respeto.
Al igual que la antecamarilla de embajadores, pieza frontera al oeste, hacia 1565 estaba siendo decorada por Antonio il Ginovese, maestre Angelo y Pelegrín.
En el recorrido ceremonial del Cuarto del Rey la pieza era precedida por la antecamarilla de embajadores.
El Plano de Gómez de Mora se describe bajo el número 8 del plano de la planta principal.

### Individuales
1. ↑  Bottineau, Yves (1972). «Aspects de la cour d'Espagne au XVIIe siècle : l'étiquette de la chambre du roi». Bulletin hispanique 74 (1): 138-157. doi:10.3406/hispa.1972.4071. Consultado el 29 de mayo de 2023.
2. ↑  Herranz Pérez, Juan (1997). «Dos "nuevos" dibujos del maestro real Gaspar de Vega: el primer plano del Alcázar de Madrid, atribuido a Alonso Covarrubias, y el plano de la casa de servicios del Palacio de El Pardo». Anuario del Departamento de Historia y Teoría del Arte (9): 117-132. ISSN 1130-5517. Consultado el 29 de mayo de 2023.
3. ↑  Bottineau, Yves (1956). «L'Alcázar de Madrid et l'inventaire de 1686. Aspects de la cour d'Espagne au XVIIe siècle.». Bulletin hispanique 58 (4): 421-452. doi:10.3406/hispa.1956.3501. Consultado el 30 de mayo de 2023.
4. ↑  Bottineau, Yves (1958). «L'Alcázar de Madrid et l'inventaire de 1686. Aspects de la cour d'Espagne au XVIIe siècle (suite)». Bulletin hispanique 60 (1): 30-61. doi:10.3406/hispa.1958.3562. Consultado el 30 de mayo de 2023.
5. ↑  Íñiguez Almech, 1952, p. 73.
6. ↑  Rodríguez Villa, Antonio (1875). Etiquetas de la casa de Austria. Medina y Navarro. pp. 48-49. Consultado el 29 de mayo de 2023.